# Temple protestant de Beauvoisin
Le temple protestant de Beauvoisin se situe dans la commune française de Beauvoisin, dans le département du Gard. La paroisse est membre de l'Église protestante unie de France.
Construit par l'architecte Charles Durand en 1819, il est inscrit monument historique par arrêté du 30 janvier 2012.